# More Than a Party
More Than a Party es una canción del grupo inglés de música electrónica Depeche Mode compuesta por Martin Gore, publicada en el álbum Construction Time Again de 1983.

## Descripción
Sentada sobre una musicalización maquinal y tosca, DM comenzaba con este tema lo que fuera su exitosa tendencia a la música industrial capitalizada efectivamente en todo el álbum Construction Time Again y probablemente More Than a Party haya sido la más industrial de la colección; aunque en ello sólo se vería superado por el poco conocido lado B Work Hard.
Su musicalización es contundente, rutilante, casi agresiva, en una ejecución rápida hasta lo desesperado, complementado con una percusión al cabo de cada estrofa y un acompañamiento vocal de los otros tres miembros del grupo por tempos.
La forma de función vertiginosa sería reutilizada después en temas algo más producidos como Something to Do de 1984 y sobre todo A Question of Time de 1986, e incluso John the Revelator de 2005, las cuales además también retomaron el modo meramente industrial de More Than a Party, si bien la pauta la había sentado el clásico Just Can't Get Enough de Vince Clarke en 1981 con su notación rápida y lúdica. En More Than a Party se acentuaban los sonidos industriales conducido por el sampler, los efectos añadidos y una letra que comenzaba a proponer el libre albedrío, algo más descarado que en sus primeros dos discos.
Da comienzo con el rápido sampler de unas cuerdas en notación muy grave complementadas con el teclado de Wilder, la cual hacia la coda se vuelve aún más veloz junto con la percusión de la caja de ritmos, aunque en realidad todo el conjunto de sus elementos se va tornando más rápido, salvo el canto de David Gahan que quizás sólo se hace algo más alterado.
Pese a su sonido marcadamente maquinal, el conjunto de elementos es más bien aparente, pues en realidad está construida con pocos efectos conjuntados a través de toda su duración, lo cual le da un sonido cargado, además la velocidad de repetición contribuye a darle esa calidad de función fuerte. Sin embargo, es una pieza aún algo tosca, un poco excedida en su musicalización, mientras la letra optaba por lo fácil, no comprometiéndose con nada ni llamando a la auténtica anarquía pues en cuanto el supuesto concepto del disco este se pierde por completo o sólo no se contempló realmente para su composición; era más como un divertimento juvenil, sumamente bailable y pleno de experimentación que fructificaría después en temas más conocidos.
Como curiosidad, en el álbum está continuada con el tema Love, in Itself y después se continua en Pipeline a través del sonido del paso de un tren, lo cual sólo remarca la tendencia industrial de la colección.

## En directo
La canción fue más o menos popular en vivo. Se interpretó durante la correspondiente gira Construction Tour, hacia el cierre, y posteriormente se retomó en el Black Celebration Tour de 1986 como cierre de conciertos. En ambas ocasiones, se interpretó en todas las fechas.
- Datos: Q6024055